# Contrat de gré à gré
Un contrat de gré à gré est une forme de contrat en droit civil, défini par opposition au contrat d’adhésion. Alors que le contrat d’adhésion est un texte défini à l’avance par l’une des parties qui ne peut être qu’accepté ou rejeté par le cocontractant, le contrat de gré à gré est négocié entre les deux parties pour aboutir à un accord.
Par exemple, la vente d’un bien meuble de particulier à particulier est le plus souvent un contrat de gré à gré. Au contraire, le contrat d’achat d’un service à une entreprise par un particulier est le plus souvent un contrat d’adhésion, les conditions générales de vente ou d’utilisation du service étant préalablement définies par l’entreprise.

## En droit français
La distinction entre contrat d’adhésion et contrat de gré à gré est absente du Code civil avant la réforme de 2016. 
Elle est introduite en 2016 à l’article 1110 du Code civil. Celui-ci dispose que « le contrat de gré à gré est celui dont les stipulations sont librement négociées entre les parties ». Un amendement rédactionnel de la loi de ratification de 2018 remplace « librement négociées » par « négociables ».
Une différence essentielle entre les deux types de contrats tient à leurs règles d’interprétation. En effet, l’article 1190 du Code civil dispose que « dans le doute, le contrat de gré à gré s'interprète contre le créancier et en faveur du débiteur, et le contrat d'adhésion contre celui qui l'a proposé ».

## En droit québécois
En droit québécois, le contrat de gré à gré est prévu à l'article 1378 du Code civil du Québec. L'art. 1379 (2) C.c.Q. dispose notamment que tout contrat qui n'est pas d'adhésion est de gré à gré. 